# Tapinillus
Genre
Tapinillus est un genre d'araignées aranéomorphes de la famille des Oxyopidae.

## Distribution
Les espèces de ce genre se rencontrent en Amérique du Sud et en Amérique centrale.

## Liste des espèces
Selon World Spider Catalog (version 19.0, 12/07/2018) :
- Tapinillus longipes (Taczanowski, 1872)
- Tapinillus purpuratus Mello-Leitão, 1940
- Tapinillus roseisterni Mello-Leitão, 1930

## Publication originale
- Simon, 1898 : Histoire naturelle des araignées. Paris, vol. 2, p. 193-380 (texte intégral).